# Resolució 991 del Consell de Seguretat de les Nacions Unides
La Resolució 991 del Consell de Seguretat de les Nacions Unides fou adoptada per unanimitat el 28 d'abril de 1995. Després de recordar totes les resolucions i declaracions sobre la situació a El Salvador, el Consell va finalitzar la Missió d'Observació de les Nacions Unides al Salvador (ONUSAL).
El Consell reconeix que El Salvador havia sorgit del conflictes a una nació democràtica i pacífica i ret homenatge a la ONUSAL pels seus esforços. Va celebrar el compromís continu del govern del Salvador i el poble per la reconciliació nacional i l'estabilització de la vida política al país.
Es va instar tant al Govern del Salvador com al Frente Farabundo Martí para la Liberación Nacional a accelerar l'aplicació dels acords de pau pertinents per assegurar la irreversibilitat del procés de pau, mentre que la comunitat internacional procediria a proporcionar assistència.
La resolució va concloure afirmant que el mandat de la ONUSAL conclouria el 30 d'abril de 1995 de conformitat amb la Resolució 961 (1994).